# Galactites rigualii
Galactites rigualii là một loài thực vật có hoa trong họ Cúc. Loài này được Figuerola, Stübing & Peris mô tả khoa học đầu tiên năm 1990.